# Werner Löw
Werner Löw (* 28. August 1935 in Nürnberg) ist ein ehemaliger deutscher Radrennfahrer.
Werner Löw begann mit 14 Jahren beim Tourenclub Nürnberg organisiert Radsport zu betreiben. 1951 wechselte er zum RC Herpersdorf. Für Herpersdorf wurde er 1952 und 1953 deutscher Jugendmeister im Straßen-Mannschaftsfahren. Ebenfalls 1953 wurde er deutscher Jugendmeister im Bahnsprint. Im Männerbereich wurde Löw dreimal deutscher Meister im Tandemrennen: 1954 und 1955 gemeinsam mit Fritz Neuser und 1956 mit Holger Hermann. 1957 belegte er zusammen mit Neuser nochmals den zweiten Platz.
Eine große Enttäuschung erlebte Löw, als der Bund Deutscher Radfahrer trotz seiner Erfolge mit Fritz Neuser nicht ihn, sondern Neuser zusammen mit dem Schweinfurter Günther Ziegler für das Tandemrennen bei den Olympischen Spielen in Melbourne meldete. Mit Holger Hermann als neuem Partner revanchierte sich Löw bei den Deutschen Meisterschaften 1956, als beide im 2000-m-Tandemrennen die Olympiateilnehmer Neuser-Ziegler im Finale schlugen. Neben seinen erfolgreichen Bahnstarts ging Löw auch weiterhin bei kleineren Straßenrennen an den Start. 
Mit 22 Jahren beendete Löw nach einem schweren Sturz seine sportliche Laufbahn. Seinem Verein RC Herpersdorf blieb er weiter als Vereinsfunktionär und Trainer verbunden. Nach dessen Insolvenz engagierte sich Löw beim Nachfolgeverein VfR-Herpersdorf.